# Навчальні заклади Радянського Союзу, які готували військових льотчиків
| Навчальний заклад                                                          | Дата існування             | Примітки                                                                                  |
| -------------------------------------------------------------------------- | -------------------------- | ----------------------------------------------------------------------------------------- |
| 3-є військово-морське авіаційне училище                                    |                            | закрите                                                                                   |
| 8-а військова авіаційна школа початкового навчання льотчиків               | 1953 — 1958                | м. Павлоград, Дніпропетровська область                                                    |
| 93-є військово-морське авіаційне училище                                   |                            | сел. Леб'яже, ЛенВО                                                                       |
| Армавірське вище військове авіаційне училище льотчиків                     | з 01.12.1940               | нині навчальний авіацентр Краснодарського ВВАУЛ (Росія)                                   |
| Астаф'євська військова авіаційна школа                                     |                            | існувала до війни                                                                         |
| Астраханська військова авіапланерна школа пілотів ПДВ                      |                            | закрита                                                                                   |
| Батайська військова школа пілотів                                          |                            | закрита                                                                                   |
| Балашовська військова школа пілотів                                        | Вересень 1939 — 01.09.2002 | якийсь час — Балашовське ВВАУЛ                                                            |
| Барнаульске ВВАУЛ                                                          | 18.08.1966 — (?)           |                                                                                           |
| Бердичівська військова школа пілотів                                       |                            | закрита                                                                                   |
| Бірмська військово-авіаційна школа                                         |                            | м. Ленінськ-Кузнецький. Закрита                                                           |
| Богайська військова школа пілотів                                          |                            | закрита                                                                                   |
| Борисовська військова школа пілотів                                        |                            | закрита                                                                                   |
| Борисоглібська військова школа пілотів                                     | з грудня 1922              | якийсь час — Борисоглібське ВВАУЛ, нині — філія Краснодарського ВВАУЛ (РФ)                |
| Військова школа пілотів 1 КА                                               |                            | закрита                                                                                   |
| Миколаївське військово-морське авіаційне училище імені С. О. Леваневського |                            | Миколаїв. Закрите.                                                                        |
| Волочанська військова школа пілотів                                        |                            | закрита.                                                                                  |
| Вольська об'єднана військова школа льотчиків і авіатехніків                |                            | закрита.                                                                                  |
| Ворошиловградська військова школа пілотів                                  |                            | закрита.                                                                                  |
| В'язниковська військова авіаційна льотна школа                             |                            | Організована в 1940 шляхом злиття Астаф'ьеєвської льотної школи з Серпуховською. Закрита. |
| Гатчинська авіашкола                                                       | 1885 — 1924                |                                                                                           |
| Гомельська військова школа пілотів                                         |                            | закрита                                                                                   |
| Єйське ВВАУЛ                                                               | з липня 1915               | нині — навчальний авіацентр                                                               |
| Ібресінська льотна школа                                                   |                            | закрита                                                                                   |
| Івановська вища школа штурманів і льотчиків авіації ДД (далекої дії)       |                            | закрита                                                                                   |
| Кагановичська військова школа пілотів                                      |                            | закрита                                                                                   |
| Камишинське військово-морське авіаційне училище                            |                            | закрите                                                                                   |
| Качинське ВВАУЛ                                                            | 21.11.1910 — 06.11.1997    |                                                                                           |
| Кіровабадська військова школа пілотів                                      |                            | закрита                                                                                   |
| Ковельська військова школа пілотів                                         |                            | закрита                                                                                   |
| Конотопська авіаційна школа                                                |                            | закрита                                                                                   |
| Коростенська військова школа пілотів                                       |                            | закрита                                                                                   |
| Краснодарське військово-авіаційне училище летнабів і штурманів             | з 1940                     | нині діє як Краснодарське ВВАУЛ (РФ)                                                      |
| Купечська військова школа пілотів                                          |                            | закрита                                                                                   |
| Львівська військова школа пілотів                                          |                            | закрита                                                                                   |
| Луганська авіашкола                                                        |                            | закрита                                                                                   |
| Молотовська військова школа пілотів                                        |                            | закрита                                                                                   |
| Нахічеванська військова школа пілотів                                      |                            | закрита                                                                                   |
| Новосибірська військова школа пілотів                                      |                            | закрита                                                                                   |
| Одеська військова авіаційна школа пілотів                                  | 1940 — 1947                | нині діє як Фрунзенське військове авіаційне училище льотчиків                             |
| Омська військово-авіаційна школа                                           |                            | закрита                                                                                   |
| Оренбурзьке ВВАУЛ                                                          | 1927 — 1993                |                                                                                           |
| Остерська військова школа пілотів                                          |                            | закрита                                                                                   |
| Пермська авіашкола                                                         |                            | закрита                                                                                   |
| Петрозаводська військова школа пілотів                                     |                            | закрита                                                                                   |
| Пуховічська військова школа пілотів                                        |                            | закрита                                                                                   |
| Рязанська вища школа штурманів і льотчиків авіації ДД (далекої дії)        |                            | закрита                                                                                   |
| Саратовське ВВАУЛ                                                          | 1940 — 1991                |                                                                                           |
| Сасівська військова школа пілотів                                          |                            | закрита                                                                                   |
| Свердловська військова школа пілотів                                       |                            | закрита                                                                                   |
| Селіщенська військово-авіаційна школа                                      |                            | м. Петропавловськ. Закрита                                                                |
| Серпуховська військова школа пілотів                                       |                            | закрита                                                                                   |
| Слонімська військова школа пілотів                                         |                            | закрита                                                                                   |
| Ставропольське ВВАУЛ                                                       | 01.11.1969 — 1993          |                                                                                           |
| Сталінградське військово-авіаційне училище                                 | 1930 — 1943                |                                                                                           |
| Стрийська військова школа пілотів                                          |                            | закрита                                                                                   |
| Сизранське ВВАУЛ                                                           | з березня 1940 і донині    |                                                                                           |
| Таганрозька військово-авіаційна школа                                      |                            | закрита                                                                                   |
| Тамбовське ВВАУЛ                                                           | 1954 — 1995                |                                                                                           |
| Тоцька військова школа пілотів                                             |                            | закрита                                                                                   |
| Уречінська військова школа пілотів                                         |                            | закрита                                                                                   |
| Уфимське ВВАУЛ                                                             | 1986 — 1999                |                                                                                           |
| Харківське військово-авіаційне училище летнабів і штурманів                | з 1940                     | деякий час Харківське ВВАУЛ, нині — університет повітряних сил України                    |
| Чернігівське ВВАУЛ                                                         | 06.11.1940 — 30.11.1995    |                                                                                           |
| Читинська військова школа пілотів                                          |                            | закрита                                                                                   |
| Чкаловське військово-авіаційне училище                                     |                            | закрито                                                                                   |
| Чугуївське військово-авіаційне училище                                     |                            | закрито                                                                                   |
| Енгельське військово-авіаційне училище                                     |                            | Реорганізовано в Тамбовське ВВАУЛ                                                         |